# Jaimee Foxworth
Jaimee Monae Foxworth (Belleville, 17 dicembre 1979) è un'attrice statunitense.
È nota principalmente per aver interpretato il ruolo di Judy Winslow in settanta episodi della serie televisiva Otto sotto un tetto. Con lo pseudonimo Crave ha interpretato dal 2000 al 2002  film pornografici.

## Biografia
Diplomata alla Burbank High School nel 1998, la Foxworth debuttò come attrice nel 1986, all'età di sette anni, interpretando un episodio della serie televisiva Amen. Dal 1989 al 1993 fu nel cast della serie Otto sotto un tetto, interpretando per settanta episodi il ruolo di Judy Winslow. Per la sua interpretazione ricevette nel 1991 una nomination agli Young Artist Awards, quale miglior attrice giovane, e nel 2008 ottenne una seconda nomination, ai TV Land Award. In seguito la Foxworth fondò un gruppo musicale insieme alle sue sorelle, le S.H.E..
Con una sempre maggior presenza a schermo di Steve Urkel, i produttori per ragioni di budget si videro costretti a ridurre le parti a schermo degli altri personaggi, finendo per tagliate completamente il personaggio di Judy Winslow a partire dalla quarta stagione. A seguito di questo l'attrice iniziò ad avere problemi di depressione, droga e abuso di alcol. La Foxworth iniziò quindi una breve carriera nel cinema pornografico.

## Filmografia

### Televisione
- Amen – serie TV, 1 episodio (1986)
- TV 101 – serie TV, 1 episodio (1988)
- Otto sotto un tetto (Family Matters) – serie TV, 95 episodi (1989-1993)

## Doppiatrici italiane
- Paola Valentini in 8 sotto un tetto (st. 1)
- Ilaria Latini in 8 sotto un tetto (st. 2-4)

## Colonne sonore
- Otto sotto un tetto (Family Matters) (canzone: Stop! In the Name of Love, episodio: Rachel's First Date che in italiano corrisponde al titolo "Il primo appuntamento di Rachel", 1989)